# Facundo Torres
Pour les articles homonymes, voir Facundo Torres (musicien) et Torres.
Facundo Torres, né le 13 avril 2000 à Las Piedras en Uruguay, est un footballeur international uruguayen qui joue au poste d'ailier gauche à SE Palmeiras.

## Biographie

### Peñarol
Né à Las Piedras en Uruguay, Facundo Torres est formé par l'un des clubs de la capitale uruguayenne, le Club Atlético Peñarol. Il débute en professionnel le 16 août 2020, lors d'un match de championnat face au Boston River. Il entre en cours de partie, et participe à la victoire de son équipe par deux buts à zéro en marquant son premier but en professionnel.
Le 12 janvier 2021, Facundo Torres prolonge son contrat avec son club formateur jusqu'en 2023.

### Orlando City
Il rejoint le Orlando City SC et la Major League Soccer le 24 janvier 2022 en signant un contrat de jeune joueur désigné pour quatre saisons. Le 7 septembre 2022, il s'illustre en inscrivant deux buts et délivrant une passe décisive à Benji Michel alors qu'il remporte la Coupe des États-Unis avec Orlando à l'Exploria Stadium après une victoire 3-0 face au Republic de Sacramento,.

### SE Palmeiras
En janvier 2025, Facundo Torres rejoint la SE Palmeiras, au Brésil. Le transfert est officialisé dès le 20 décembre 2024 et il signe un contrat courant jusqu'en décembre 2029.

### En équipe nationale
Le 5 mars 2021, Facundo Torres est convoqué pour la première fois avec l'équipe nationale d'Uruguay par le sélectionneur Óscar Tabárez, qui l'a inclus dans une liste de 35 joueurs pour des matchs comptant pour les éliminatoires de la Coupe du monde de football 2022. Il honore toutefois sa première sélection lors du rassemblement suivant, le 4 juin 2021, contre le Paraguay. Il entre en jeu et les deux équipes se neutralisent (0-0 score final).
Le 10 novembre 2022, il est sélectionné par Diego Alonso pour participer à la Coupe du monde 2022.
Torres marque son premier but pour l'Uruguay lors d'un match amical contre Cuba le 21 juin 2023. Il est titularisé et participe à la victoire de son équipe par deux buts à zéro .

## Palmarès
CA Peñarol
- Champion d'Uruguay en 2021

 Orlando City
- Vainqueur de la Coupe des États-Unis en 2022